# Турхановка
Турхановка — река в России, протекает в Оренбургской области.

## География и гидрология
Турхановка — правобережный приток реки Большой Кинель, её устье находится в 256 километрах от устья Большого Кинеля. Длина реки — 24 километра. Площадь водосборного бассейна — 101 км².

## Данные водного реестра
По данным государственного водного реестра России относится к Нижневолжскому бассейновому округу, водохозяйственный участок реки — Большой Кинель от истока и до устья, без реки Кутулук от истока до Кутулукского гидроузла. Речной бассейн реки — Волга от верхнего Куйбышевского водохранилища до впадения в Каспий.
Код объекта в государственном водном реестре — 11010000812112100008012.